# Frikorps Danmark

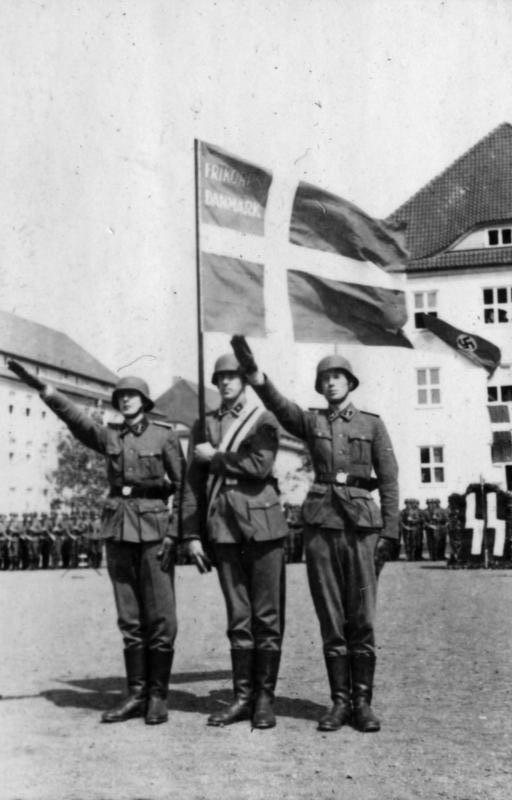
Frikorps Danmark svär trohetseden till Adolf Hitler 1941

Frikorps Danmarks fana

Frikorps Danmark var ett danskt krigsförband som upprättades 1941 för krigstjänst mot Sovjetunionen. Förbandet anslöts till Waffen-SS. Då Danmark anslutit sig till Antikominternpakten förväntades det ockuperade landet ställa militära enheter till förfogande vid en konflikt med Sovjetunionen. Då den tyska regeringen riktade en sådan anhållan till Danmark 1941 beslöt man att organisera en frikår under danska officerare och dansk flagg istället för att använda reguljära danska förband eller riskera tvångsrekryteringar. Förbandets förste chef blev överstelöjtnant Kryssing. Dess mest namnkunnige chef var emellertid Christian Frederik von Schalburg.
I maj 1942 sattes Frikorps Danmark in på östfronten och anslöts till 3. SS-Panzer-Division Totenkopf. 
Under krigsförloppet uppstod svårigheter hemma i Danmark då frikorpspersonal kom hem på permission. Familjer drabbades i vissa fall av förföljelser. Efter Tysklands sammanbrott ställde den danska regeringen förbandets personal inför rätta och tilldömde dem i många fall fängelsestraff trots att de kunde visa brev som medgav tjänst i Tyskland undertecknade av den danske kungen.  